# آنونا رتیکولاتا
 آنونا رتیکولاتا(نام علمی: Annona reticulata) نام یک گونه از فرمانرو گیاه است.